# GP Ouest France-Plouay 2001 (mannen)
De GP Ouest France-Plouay 2001 was de 65ste editie van deze Franse eendaagse wielerkoers en werd verreden op zondag 2 september over een afstand van 198 kilometer. Van de 145 gestarte renners bereikten 94 de finish.

## Uitslag
| GP Ouest France-Plouay 2001 |                 |                        |          |
| Plaats                      | Naam            | Ploeg                  | Tijd     |
| Winnaar                     | Nico Mattan     | Cofidis                | 4u30'39" |
| 2                           | Patrice Halgand | Jean Delatour          | + 0' 01" |
| 3                           | Patrick Jonker  | BigMat-Auber '93       | z.t.     |
| 4                           | Serge Baguet    | Lotto-Adecco           | + 0' 15" |
| 5                           | Mario Aerts     | Lotto-Adecco           | z.t.     |
| 6                           | David Moncoutié | Cofidis                | z.t.     |
| 7                           | Vincent Cali    | Palmans-Collstrop      | + 0' 18" |
| 8                           | Benoît Salmon   | Casino-Ag2r Prévoyance | + 0' 25" |
| 9                           | Janek Tombak    | Cofidis                | + 0' 59" |
| 10                          | Beat Zberg      | Rabobank               | z.t.     |
|                             |                 |                        |          |
| 13                          | Marc Lotz       | Rabobank               | z.t.     |

Bretagne Classic: 1931 · 1932 · 1933 · 1934 · 1935 · 1936 · 1937 · 1938 · 1939 - 1944 · 1945 · 1946 · 1947 · 1948 · 1949 · 1950 · 1951 · 1952 · 1953 · 1954 · 1955 · 1956 · 1957 · 1958 · 1959 · 1960 · 1961 · 1962 · 1963 · 1964 · 1965 · 1966 · 1967 · 1968 · 1969 · 1970 · 1971 · 1972 · 1973 · 1974 · 1975 · 1976 · 1977 · 1978 · 1979 · 1980 · 1981 · 1982 · 1983 · 1984 · 1985 · 1986 · 1987 · 1988 · 1989 · 1990 · 1991 · 1992 · 1993 · 1994 · 1995 · 1996 · 1997 · 1998 · 1999 · 2000 · 2001 · 2002 · 2003 · 2004 · 2005 · 2006 · 2007 · 2008 · 2009 · 2010 · 2011 · 2012 · 2013 · 2014 · 2015 · 2016 · 2017 · 2018 · 2019 · 2020 · 2021 · 2022 · 2023 · 2024
Classic Lorient Agglomération: 1999 · 2000 · 2001 · 2002 · 2003 · 2004 · 2005 · 2006 · 2007 · 2008 · 2009 · 2010 · 2011 · 2012 · 2013 · 2014 · 2015 · 2016 · 2017 · 2018 · 2019 · 2020 · 2021 · 2022 · 2023 · 2024